# Gwara warmińska

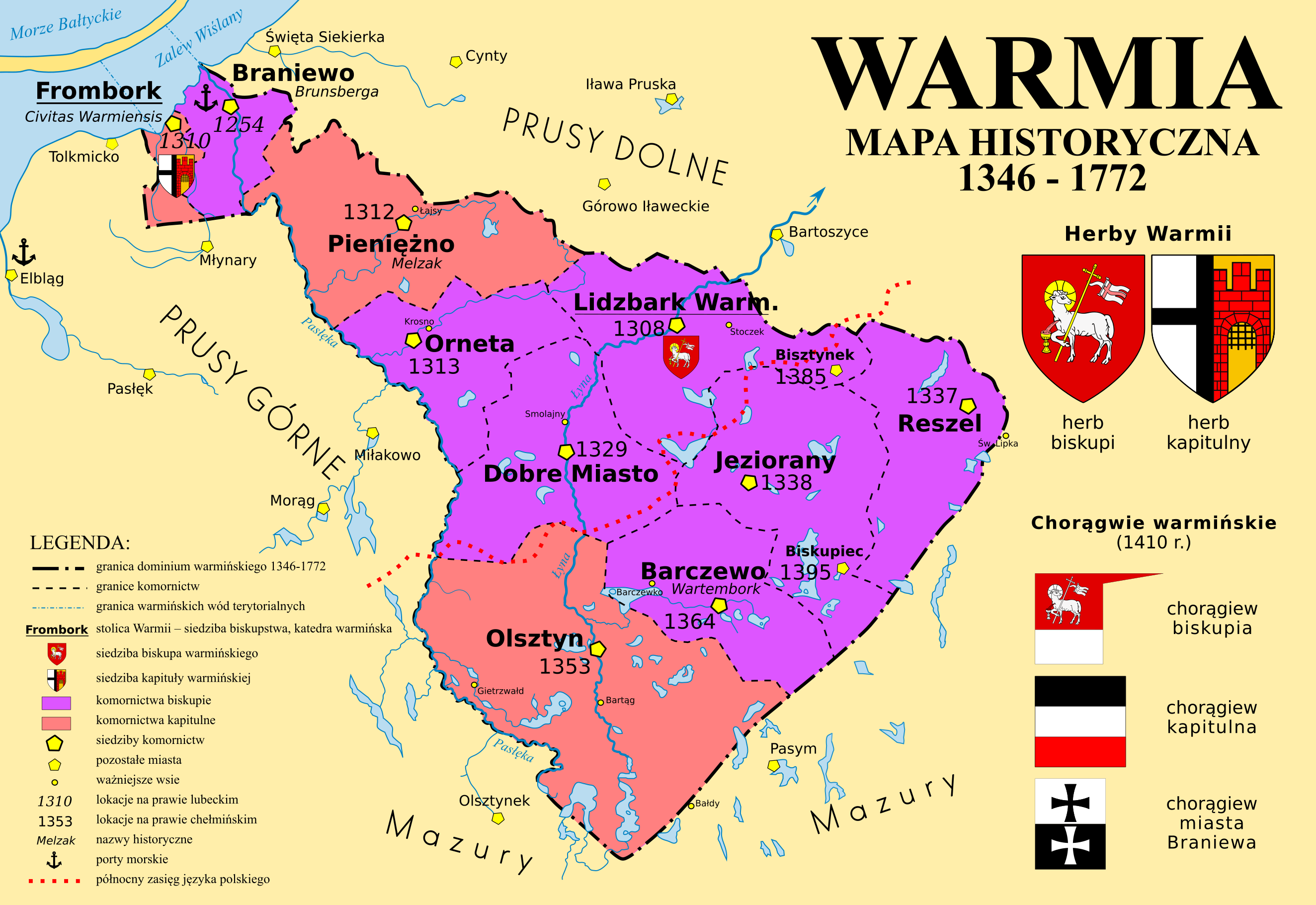
Mapa Warmii historycznej z zaznaczonym północnym zasięgiem występowania gwary warmińskiej języka polskiego.

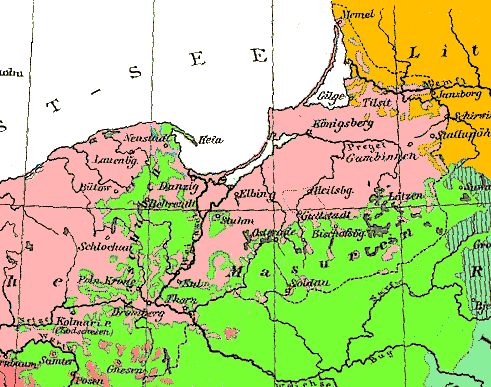
Podział językowy Prus Wschodnich na niemieckiej mapie z 1880. Zielony – przewaga polskiego, czerwony – przewaga niemieckiego

Gwara warmińska (warnijsko godka) – część dialektu mazowieckiego języka polskiego; powstała w wyniku wymieszania się różnych gwar polskich, którymi mówili osadnicy kolonizujący południową część Warmii w XIV w. Były to głównie wielkopolskie gwary chełmińsko-dobrzyńskie i sąsiednie gwary Mazowsza. W związku z tym tradycyjnie uznawana była za część dialektu wielkopolskiego w odróżnieniu od sąsiedniej gwary mazurskiej. W systemach wyróżniających dialekt chełmińsko-kociewsko-warmiński jest uznawana za jego część.
Gwara warmińska do XIX w. pozostawała pod wpływem literackiego języka polskiego (który był językiem literatury religijnej). Pod koniec XVIII w. nastąpiło oderwanie Warmii od reszty Polski. Jednak jeszcze 50 lat po rozbiorze mówić językiem niemieckim można było tylko w samym Olsztynie, podczas gdy na wsiach prawie nikt nie znał języka niemieckiego. Dopiero w połowie XIX wieku rozpoczął się proces germanizacji na Mazurach i południowej Warmii. Spowodowało to przyswojenie licznych germanizmów. W gwarze warmińskiej charakterystyczne są też nieliczne zapożyczenia leksykalne z języka pruskiego.
Gwara warmińska, mimo przynależności do dialektu mazowieckiego, charakteryzuje się brakiem mazurzenia. Występuje tutaj jednak podobny proces – jabłonkowanie.

## Fragment tekstu w gwarze warmińskiej
Pozawczoram z rena po frysztyku kobziyty sobzie co do roboty nolazły, a mym wsiedli w ołto i pojechalim do Łolstyna. Pozietrze buło sprowdy psiankne, tedy łostazilim ołto na łustrzyżónam parkplacu, coby noma żodan szpiglów nie łuder abo i ziankszy szkody nie łuczyniuł i poślim psiechtó na Stare Mniasto na wspomninki ło kedajszam Łolstynie. Gdzie sia człozieku nie łobglóndniesz wszandzie jenaczy tero wyglóndo. Jek am ślypsie zawer, zaro mi sia stary Łolstyn przymarzu.
Tłumaczenie na język polski:
Przedwczoraj z rana po śniadaniu kobiety znalazły sobie jakieś zajęcie, a my wsiedliśmy do samochodu i pojechaliśmy do Olsztyna. Pogoda była naprawdę piękna, więc zostawiliśmy auto na strzeżonym parkingu, żeby nam ktoś lusterek nie powyrywał albo i większych szkód nie narobił, i poszliśmy pieszo na Stare Miasto powspominać o niegdysiejszym Olsztynie. Gdzie się nie obejrzysz, wszystko teraz inaczej wygląda. Ledwie przymknąłem oczy, zaraz mi się stary Olsztyn przypominał.

## Główne różnice między gwarą warmińską a literackim językiem polskim
- miękkie i (ji) brzmiało jak zi po spółgłoskach dźwięcznych b i w, a w stawało się nieme;
  - przykład: bierze – bzierze, kobieta – kobzita, wino – zino, wiosna – ziosna
- miękkie i (ji) po spółgłoskach bezdźwięcznych f i p brzmiało jak si, a f stawało się nieme;
  - przykład: piwo – psiwo
- średniowieczna deklinacja i koniugacja (np. ślady liczby podwójnej):
  - przykład: mamy – mawa, będziemy – będziewa, będziecie – będzieta, biłem – bziłem, człowiekowi – człozieku, żon – żonów, dobrej – dobry
- prelabializacja o
  - przykład: orać – u̯orać.

## Użytkownicy
Dane niemieckie z 1910 podają, że już wówczas gwara warmińska była w zaniku, wypierana przez język niemiecki i mówiło nią 42,7% ludności południowej Warmii. Ostateczny zanik gwary na tym terenie nastąpił w latach 70. i 80. XX w. w związku z wyjazdami Warmiaków do RFN.
Obecnie gwarą mówi nie więcej niż 4000 rdzennych Warmiaków mieszkających w Polsce i kilkaset osób, które wyjechały za granicę (głównie do Niemiec).